# Brosknagelskivling
Brosknagelskivling (Gymnopus confluens) är en svampart som först beskrevs av Christiaan Hendrik Persoon, och fick sitt nu gällande namn av Antonín, Halling & Noordel. 1997. Enligt Catalogue of Life ingår Brosknagelskivling i släktet Gymnopus,  och familjen Marasmiaceae, men enligt Dyntaxa är tillhörigheten istället släktet Gymnopus,  och familjen Omphalotaceae. Arten är reproducerande i Sverige. Inga underarter finns listade i Catalogue of Life.

## Bildgalleri

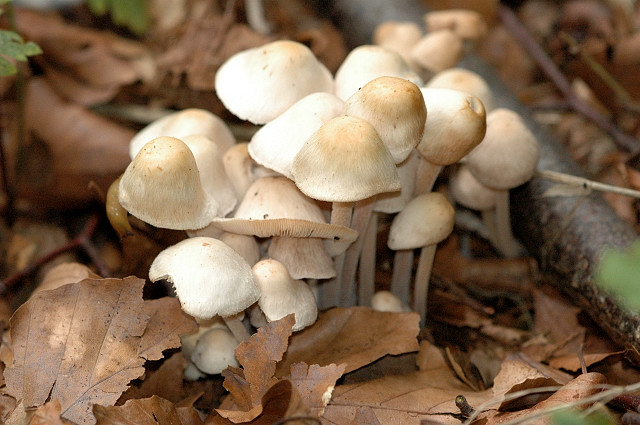
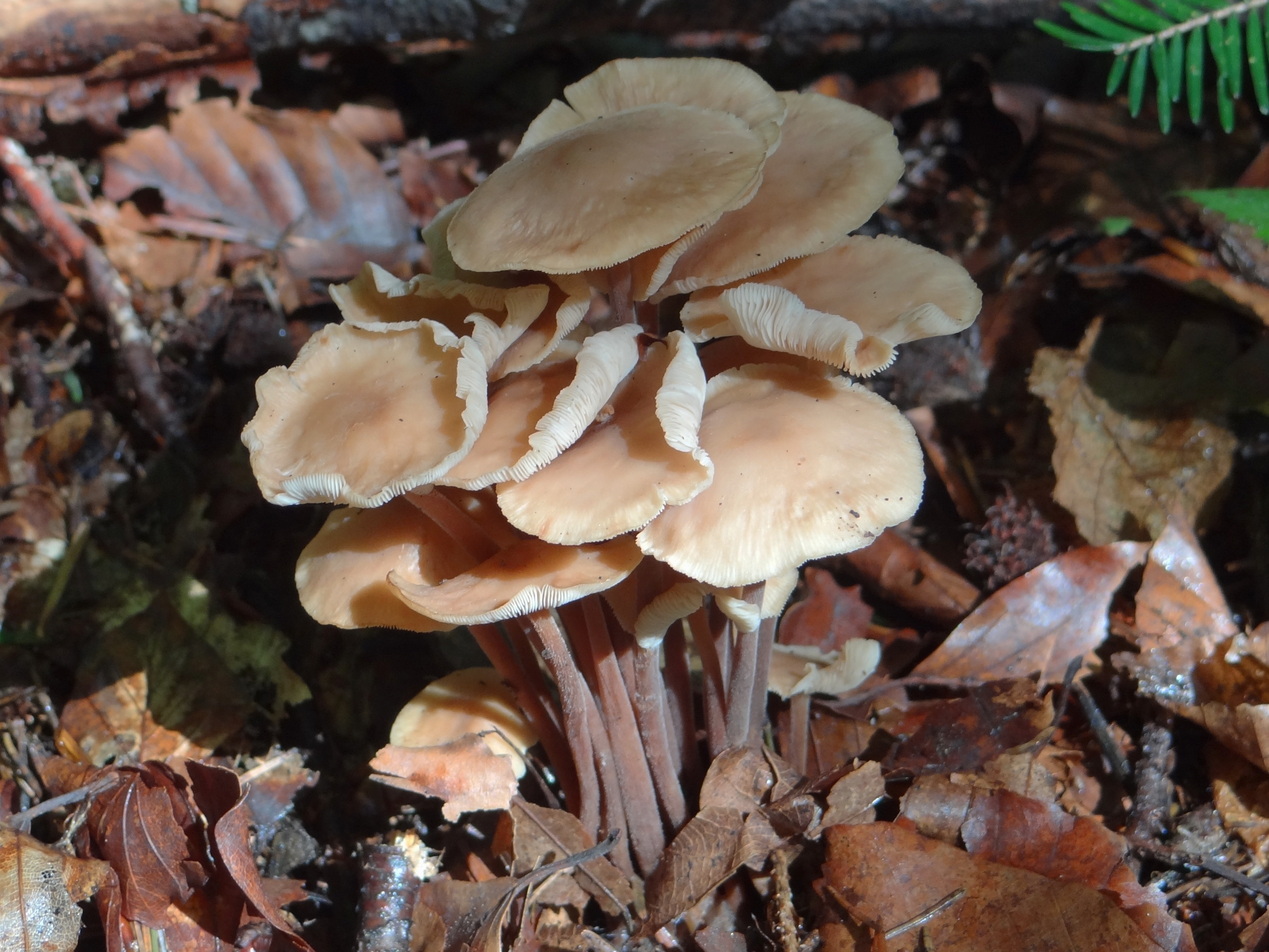